# Swayamvara

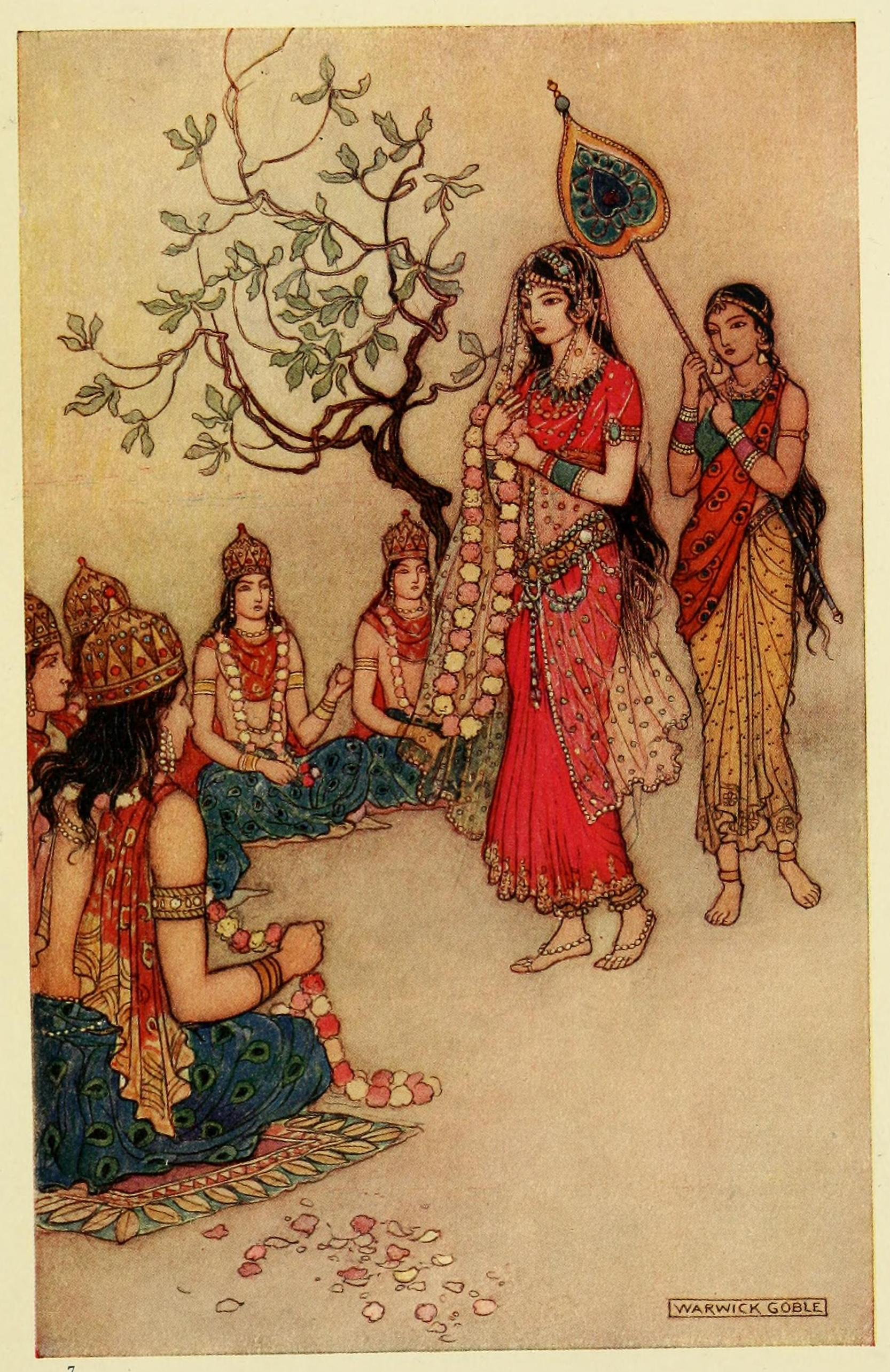
La princesa Damayanti (personatge de la mitologia hindú) elegint al seu marit

El Swayamvara (en sànscrit: स्वयंवर: en sànscrit: स्वयंवर, IAST: svayaṃvara), era la pràctica, a l'Índia antiga, d'escollir un marit, entre una llista de pretendents, per a una noia casadora. Swayam en sànscrit significa "un mateix" i vara significa en aquest context "nuvi".
En aquesta pràctica, el pare decideix organitzar el swayamvara de la seva filla en un lloc i moment procipis, de manera que transmet aquest missatge al món exterior. Generalment els reis enviaven missatgers més enllà de les seves fronteres, mentre que els plebeus se les arreglaven per difondre la notícia dins la seva comunitat.
En el dia i lloc escollits, la noia tria entre una assemblea de pretendents o bé es casa amb el pretendent que completi una tasca encomanada. Quan la noia identifica el pretendent de la seva elecció, l'assenyala posant-li garlandes i, immediatament, es porta a terme una cerimònia de matrimoni.

## Exemples

### Sītā
En el text èpic hindú Ramayana (रामायण), Sītā (सीता) es casa amb Rama (राम), l'únic prou fort com per aixecar el Shiv Dhanush (l'arc de Shiva) i col·locar-li la corda. Hi ha un esment del swayamvara en el Ramayana de Valmiki i també està descrit en el Ramacharitamanasa de Tulsidas. En el Ramayana de Valmiki, el rajà Janak diu que ha promès casar Sītā amb la persona que pugui aixecar el Dhanusha i li pugui posar la corda. Ningú va poder fer-ho abans que Rama, qui sí que va aconseguir la proesa. Aquesta condició d'aixecar el Dhanusha va ser anomenada per Janak com virya shulka: el cost a ser pagat pel pretendent per poder casar-se amb Sītā.

### Kunti
El rei Kuntibhoja organitzà un swayamvara per a la seva filla adoptada Kunti, segons el text èpic hindú Mahābhārata. Molts reis i prínceps de la regió d'Aryan van atendre la swayamvara. Entre ells hi havia Pandu, el rei d'Hastinapura. Kunti va escollir a Pandu com el seu marit.

### Draupadī
Per guanyar la mà de Draupadi (द्रौपदी), la filla del rei Drupada de Paanchal al Mahābhārata (महाभारत), els aspirants havien d'encertar en l'ull d'un peix usant arc i fletxa. Aquest peix era només una imatge en un roda que feia voltes. La roda rotava al voltant d'una vareta col·locada en una paella plena d'oli. Els molts pretendents havien d'encertar a l'ull usant el reflex creat en l'oli. A tot el món, només tres homes casadors ho podrien fer: el príncep Arjuna de Hastinapur (el tercer dels Pandavas que es va presentar d'incògnit) el rei Karna d'Anga i el príncep de Dwaraka, Krishna. Però Krishna hi era només com a espectador i per assegurar-se que Arjuna es casaria amb Draupadi. Encara que Karna estava altament qualificat i era capaç de fer la proesa, Draupadi va refusar la seva participació, declarant que la seva baixa casta de naixement com a conductor de carros de combat li feia indigne de casar-se amb una princesa nascuda d'un déu. Aquest va ser l'origen de l'odi de Karna cap a Draupadi. Arjuna va tenir èxit en encertar al peix i es va casar amb ella.

### Damayanti
Un altre famós swayamvara del Mahabharata es troba en la història de Damayanti, qui escull a Nala perquè sigui el seu marit, contra el desig dels déus.

### En la literatura moderna
A el príncep amb barba s'explica la història de la princesa Roopali el pare de la qual porta a terme un swayamvara per a que ella pugui triar el seu futur marit.

## Kitayun
El Shahnama de Fardausi registra una tradició similar a l'Iran pre-islàmic, parlant de Kitayun, la filla gran de l'emperador de Constantinoble, qui selecciona com a marit a l'iranià Gushtasp. Amb vista a procurar un marit per a una de les seves filles, l'emperador determina dur a terme una gran assemblea d'homes il·lustres i sensats perquè ella els pugui veure i seleccionar entre ells. Ella no troba un marit adequat en la primera assemblea i se'n convoca una segona en la qual ella col·loca la corona al cap de Gushtap. Gushtasp, també conegut com a Vishtaspa, torna a l'Iran amb la seva dona i és coronat rei.
| « | “Segons el costum de Ron, quan una princesa arriba a l'edat de casar-se, tots els prínceps i nobles es reuniran en una sala on la princesa entrarà amb les seves dames d'honor i seleccionarà a un dels prínceps per ser el seu marit.” | » |

 Ron (literalment "Roma") era el nom comú utilitzat per a l'Imperi Romà Oriental o Imperi bizantí pels habitants de l'Orient Mitjà.